# Werner Stiller
Werner Stiller (ur. 24 sierpnia 1947 w Raßnitz, zm. 20 grudnia 2016 w Budapeszcie) – wschodnioniemiecki pracownik sił bezpieczeństwa Stasi, w styczniu 1979 zbiegł do Republiki Federalnej Niemiec.

## Życiorys
Z wykształcenia był fizykiem, absolwentem Uniwersytetu Karola Marxa w Lipsku. Przed ucieczką przez 7 lat pracował w Stasi w wydziale wywiadu zagranicznego (Hauptverwaltung Aufklärung). Był opiekunem ok. 30 szpiegów, zajmujących się mikroprocesorami, techniką broni atomowej i innymi problemami naukowymi. Prowadził życie wzorowego obywatela NRD, był członkiem Wolnej Młodzieży Niemieckiej, w wieku 21 lat wstąpił do Socjalistycznej Partii Jedności Niemiec. W połowie lat 70. stracił iluzje dotyczące represyjnej polityki NRD, jak też był sfrustrowany niemożnością zrobienia kariery. W 1978 nawiązał znajomość z Helgą Mischnowski, pracującą jako kelnerka niedaleko granicy z Berlinem Zachodnim. Kobieta ta pomogła mu w nawiązaniu kontaktów z Bundesnachrichtendienst. Przed ucieczką na Zachód jego kontakty z Mischnowski były już znane oficerom Stasi, jednak otrzymał tylko reprymendę. Jego ucieczka nastąpiła wkrótce po tym fakcie. Wcześniej umożliwił Mischnowski i jej synowi ucieczkę przez Polskę i dostarczył wywiadowi zachodnioniemieckiemu ok. 20 tys. stron dokumentów Stasi, które rzuciły światło na masowe operacje wywiadu wschodnioniemieckiego w środowiskach naukowych i skompromitowały wiele operacji. Stasi musiała wycofywać swych agentów.
Stiller uciekł do RFN przez Berlin Zachodni, z dworca Berlin Friedrichstraße. W momencie ucieczki miał przy sobie broń. Dwa lata po ucieczce został zaocznie skazany przez sąd wschodnioniemiecki na karę śmierci. Do roku 1992 występował pod fałszywym nazwiskiem, mimo to w jednym z wywiadów telewizyjnych został rozpoznany przez drugą żonę, która namówiła go do ujawnienia się w wywiadzie na łamach czasopisma Der Spiegel.
Po ucieczce na Zachód mieszkał m.in. w RFN i Stanach Zjednoczonych (pod nazwiskiem Klaus-Peter Fischer), gdzie ukończył studia biznesowe na Uniwersytecie Waszyngtona w Saint Louis, następnie pracował dla Goldmana Sachsa. Pod koniec życia pracował m.in. jako broker na giełdzie w Budapeszcie. Był żonaty przynajmniej 5 razy. Od roku 1982 współpracował z amerykańską CIA.